# 山形県道210号鳥海公園吹浦線
山形県道210号鳥海公園吹浦線（やまがたけんどう210ごう ちょうかいこうえんふくらせん）は、山形県飽海郡遊佐町を通る一般県道で、通称｢鳥海ブルーライン｣である。

## 概要
- 総延長：17.8 km
  - 起点：山形県飽海郡遊佐町吹浦字鳥海山（秋田県道131号鳥海公園小滝線交点、秋田県境）
  - 終点：山形県飽海郡遊佐町吹浦字西楯（国道345号交点、十六羅漢）
- 通行不能区間：特になし
  - 冬季閉鎖区間：秋田県境 - 山形県飽海郡遊佐町吹浦字木落（旧鳥海有料道路部分）

## ルート
遊佐町吹浦で国道345号から分岐し、国道7号を横切って、鳥海山北側の秋田県にかほ市象潟町小滝で秋田県道58号象潟矢島線に至る路線で、通称｢鳥海ブルーライン｣である。尚、秋田県内に入ると路線名は、秋田県道131号鳥海公園小滝線に変わる（愛称は、｢鳥海ブルーライン｣のままである）。

## 歴史
- 1969年（昭和44年）9月6日 - 完工式挙行[1]。
- 2001年（平成13年）4月 - 無料開放する。

## 沿線の施設・名所など
- JR東日本羽越本線
- 大物忌神社
- 鳥海山
- 十六羅漢

## 接続する道路
- 国道345号（旧国道7号）
- 国道7号
- 秋田県道131号鳥海公園小滝線（当県道と連続）